# هوندا سری ویو
هوندا وِیو – که با نام‌های هوندا سری ان‌اف (نام رمز)، هوندا اینووا در اروپا و هوندا سوپرا در اندونزی نیز به بازار عرضه می‌شود و در ایران با نام موتور بی‌کلاچ نیز شناخته می‌شود – مجموعه‌ای از موتورسیکلت‌های تولید شده توسط هوندا هستند که در سال ۱۹۹۵ با طراحی زیر استخوانی و با پنل‌های بدنه پلاستیکی آرایشی مجزا و یک شاسی لوله فولادی ساختاری عرضه شدند. سری ویو جانشین سوپر کاب که از قاب فولادی فشرده استفاده می‌کرد و هم به عنوان شاسی ساختاری و هم به عنوان بدنه آرایشی عمل می‌کرد به‌حساب می‌آید. این مدل به عنوان مدل آسیای جنوب شرقی هوندا کاب تاریخی عمل می‌کند.
ویو با سه حجم موتور ۱۰۰ سی‌سی، ۱۱۰ سی‌سی و ۱۲۵ سی‌سی در دسترس است. مدل‌های ۱۰۰ و ۱۱۰ سی‌سی از نظر اندازه فیزیکی شبیه به موتور کاب هستند و پایه‌های مشترک دارند، در حالی که مدل‌های ۱۲۵ سی‌سی از موتور بزرگ‌تری استفاده می‌کنند که با پایه‌های کاب و مدل‌های ۱۰۰ و ۱۱۰ سی‌سی ناسازگار است. علاوه بر سه مدلی که از کارربرات استفاده می‌کنند، هوندا مدل تزریق سوخت را نیز از سال ۲۰۰۸ برای مدل‌های ۱۱۰ سی‌سی و ۱۲۵ سی‌سی عرضه می‌کند. تولید مدل ۱۰۰ سی‌سی هوندا ویو در سال ۲۰۰۸ در همه جای دنیا به‌جز لائوس متوقف شد.
در سال ۲۰۰۶، ویو یک فیس‌لیفت را دریافت کرد. علاوه بر این، یک روکش شیار کلید برای محافظت بهتر در برابر سرقت به مدل ۱۲۵ سی‌سی افزوده شد. از سال ۲۰۰۷، اینووا ۱۲۵ در اروپا شروع به استفاده از سیستم تزریق سوخت برای جایگزینی کاربراتورهای مورد استفاده در اکثر سری‌های ویو کرد.
در اندونزی، مدل ۱۱۰ سی‌سی به عنوان هوندا ریوو در بازار عرضه می‌شود و برخلاف ویو ۱۱۰ اصلی، تا سال ۲۰۰۸ در بازار عرضه نشد و جایگزین مدل ۱۰۰ سی‌سی قبلی که با نام سوپرا فیت شناخته می‌شود شد. یک نوع اسپورت به نام هوندا بلید در کنار مدل ۱۱۰ سی‌سی هوندا ریوو عرضه می‌شود، با این حال، تولید هوندا بلید به دلیل تقاضای پایین در سال ۲۰۱۹ متوقف شد.

## ویژگی‌های هوندا سری ویو
- سوخت‌رسانی انژکتوری (فقط ویو ۱۱۰آی و ویو ۱۲۵آی). در اندونزی، مدل‌های انژکتوری به ترتیب با نام‌های ریوو/بلید اف‌آی و سوپرا ایکس ۱۲۵ اف‌آی شناخته می‌شوند.
- ترمز دیسکی جلو (استاندارد برای ۱۲۵ و ۱۱۰، اختیاری برای ۱۰۰) (در آرژانتین فقط در مدل ویو اس-دی‌ایکس)
- بازوهای غلتکی برای کاهش اصطکاک در بازوهای راکب (فقط مدل ۱۲۵ سی‌سی)
- پیستون با پوشش سرامیکی سنگین (فقط مدل ۱۲۵ سی‌سی)
- کیلومتر شمار دیجیتال و مخزن سوخت (استاندارد برای برخی مدل‌های ۱۲۵ سی‌سی قبل از ۲۰۱۳)
- نشانگر تعویض دنده
- محفظه ذخیره‌سازی زیر صندلی (معروف به یو-باکس توسط هوندا)
- جاهای مشخص‌شده برای نصب سبد جلو

## مسائل حقوقی مربوط به طراحی
طراحی ساده ویو توسط سازندگان موتورسیکلت در چین و جاهای دیگر کپی شده‌است تا جایی که قطعات ظاهری آنها قابل تعویض با قطعات فابریک ویو است. اداره ملی تحقیقات فیلیپین، در پاسخ به شکایتی که توسط هوندا ارائه شده‌است، حملاتی را علیه چندین شرکت فروشنده مدل‌های طرح ویو انجام داده‌است.
شرکت‌های مختلفی در ایران طرح هوندا ویو را تولید می‌کنند. برخی از این شرکت ها عبارتند از:
- کویر موتور با نام رادیسون S1 125
- پرواز با نام پرواز GLX 125
- آشیل با نام آشیل ۱۲۵
- پیشرو با نام پیشرو پیام ۱۲۵
- احسان با نام احسان RD125

البته این لیست شامل بخشی از شرکت‌های تولیدکننده طرح ویو هستند که شرکت‌های دیگری هم به تولید و مونتاژ طرح ویو در ایران می‌پردازند.